# ناحیه دلس
ناحیه دلس (به عربی: دائرة دلس) یک ناحیه در الجزایر است که در استان بومرداس واقع شده‌است. ناحیه دلس ۴۹٬۶۹۵ نفر جمعیت دارد.